# Max Landgraf
Max Landgraf (* 20. August 1933 in Obermaßfeld; † 6. Dezember 2017 in Neustrelitz) war ein deutscher Fußballspieler, der als Torhüter eingesetzt wurde und in der zweitklassigen DDR-Liga spielte.

## Karriere
Landgraf spielte zunächst für die ASK Vorwärts Neubrandenburg II und gewann mit den Neubrandenburgern 1962 den Bezirksmeister-Titel. Anschließend lief er für die ASG Vorwärts Karpin auf, die den Startplatz der Neubrandenburger in der 2. DDR-Liga übernahm. Im April 1963 wechselte er zur BSG Empor Neustrelitz und gewann mit dieser abermals den Bezirksmeister-Titel. Dieser wurde jedoch aberkannt, weil Landgraf nicht spielberechtigt war. Der Rechtsausschuss des DFV stellte fest, dass sich Landgraf am 10. April 1963 bei der ASG Vorwärts Karpin abgemeldet hatte und am 22. April 1963 der BSG Empor Neustrelitz beigetreten war. Da er jedoch erst am 28. April 1963 aus der NVA ausgeschieden war, galt für ihn laut Paragraf 1 Ziffer 10c der Wettspielordnung eine zehnwöchige Sperre. Auf Grund dessen protestierte die ASG Vorwärts Löcknitz, die im Entscheidungsspiel zur Qualifikation für die Aufstiegsrunde zur DDR-Liga unterlegen war. Nachdem die Neustrelitzer sportlich bis dato aufgestiegen waren und Landgraf von der Fuwo im Hinspiel gegen Fortuna Biesdorf eine überragende Leistung attestiert worden war, wurde Empor vom Aufstieg disqualifiziert. Im Folgejahr gewann Landgraf mit Neustrelitz den Bezirksmeister-Titel regulär und es gelang der Aufstieg in die zweitklassige DDR-Liga. In der Saison 1964/65 musste Landgraf als Stammtorhüter mit der BSG Empor den Abstieg hinnehmen. Obwohl 1967 und 1968 abermals die Bezirksmeister-Titel errungen werden konnten, gelang die Rückkehr in die DDR-Liga nicht. Im FDGB-Pokal bestritt Landgraf insgesamt zehn Spiele für Neustrelitz, darunter das Achtelfinale 1964 gegen den amtierenden Meister SC Motor Jena, das im Neustrelitzer Rudolf-Harbig-Stadion mit 1:2 verloren wurde.

## Erfolge
ASK Vorwärts Neubrandenburg II
- Meister Bezirksliga Neubrandenburg: 1962

BSG Empor Neustrelitz
- Meister Bezirksliga Neubrandenburg: 1964, 1967, 1968
- Aufstieg in die DDR-Liga: 1964